# Gilsdorf
Gilsdorf (luxembourgeois : Gilsdref) est une section de la commune luxembourgeoise de Bettendorf située dans le canton de Diekirch.
Gilsdorf se trouve dans la vallée de la Sûre, un affluent de la Moselle.